# XXXII Korpus Armijny (III Rzesza)
XXXII Korpus Armijny – niemiecki korpus piechoty, rozbity w czasie operacji berlińskiej przez Armię Czerwoną. 
Sformowany został 26 marca 1945 roku w II Okręgu Wojskowym. Uczestniczył w walkach przeciw Armii Czerwonej w rejonie Szczecina, podlegając 3 Armii Pancernej. W dniu 2 maja 1945 roku XXXII KA został rozbity przez Armię Czerwoną.

## Dowódcy korpusu
- gen. Friedrich-August Schack (26.03.1945 - do kapitulacji)[3]

## Struktura organizacyjna
Stan w 1945 roku:
- 281 Dywizja Piechoty
- 549 Dywizja Grenadierów Ludowych
- grupa bojowa Voigt
- garnizon twierdzy Szczecin